# Mycetophila duodevia
Mycetophila duodevia är en tvåvingeart som beskrevs av Eberhard Plassmann och Schacht 2002. Mycetophila duodevia ingår i släktet Mycetophila och familjen svampmyggor. Inga underarter finns listade i Catalogue of Life.